# 三峰山 (三重県・奈良県)
三峰山（みうねやま）は、高見山地に属する山である。日本三百名山の一つに数えられる。

## 概要
台高山地から北側に続く高見山地の東部に位置する。山頂には一等三角点「三嶺山」が設置されている。山頂南側斜面は八丁平と呼ばれる笹原が広がり、5月にはヤシオツツジが開花する。
冬季には霧氷が見られ、特に山頂西側の三畝峠(1,190m)付近は霧氷の観測ポイントとなっている。

## 登山ルート
御杖村から旧伊勢参宮街道の宿場町である神末を経て神末川沿いに遡り、三峰山登山口(560m)から不動滝(720m)、避難小屋(1,090m)、三畝峠を経て山頂に至る。また登山口から休憩小屋(740m)を経て避難小屋で合流するルートもある。

## 山内の名所
- 八丁平
- 不動滝

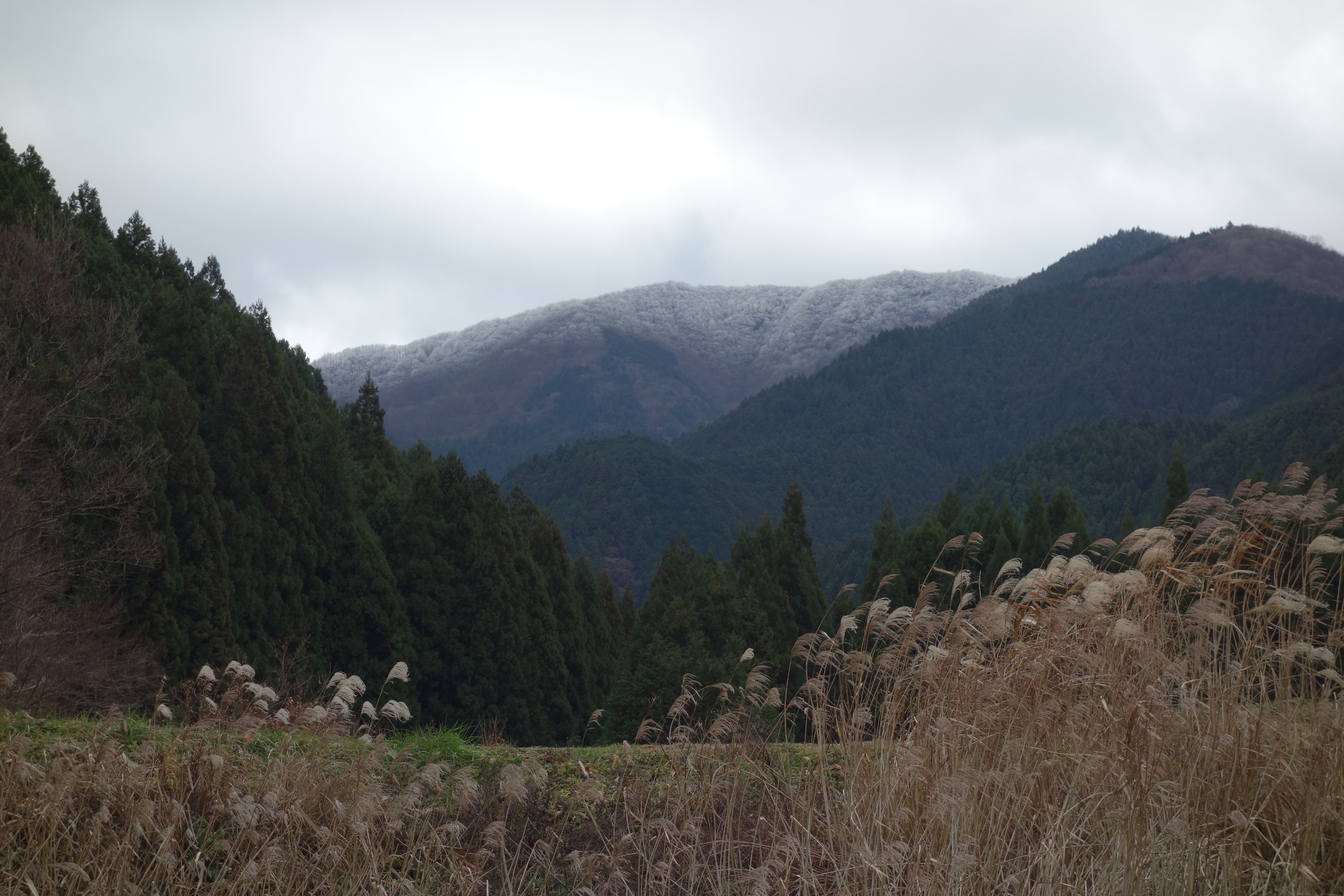
みつえ青少年旅行村付近から見た三峰山
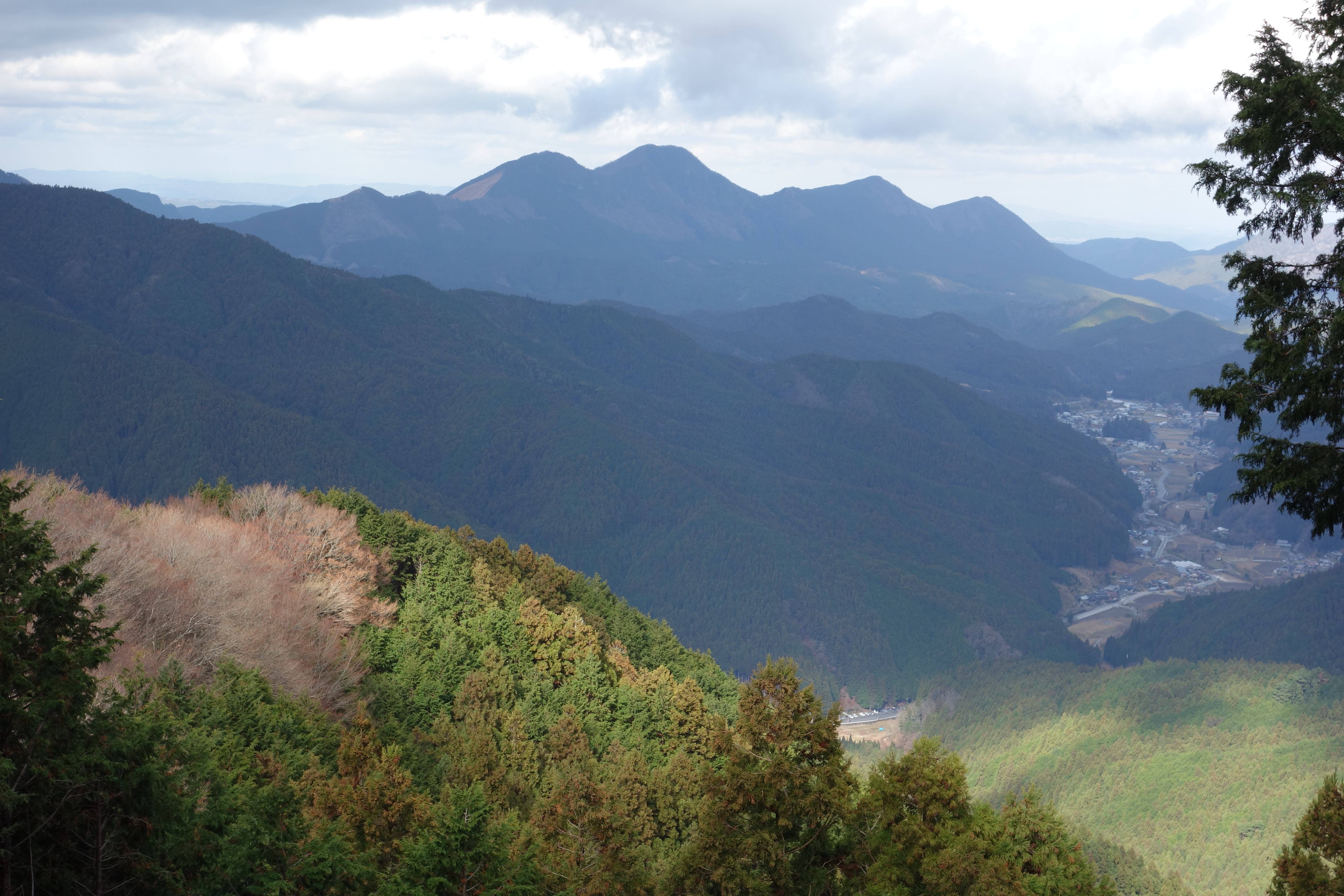
三峰山中腹から見た倶留尊山
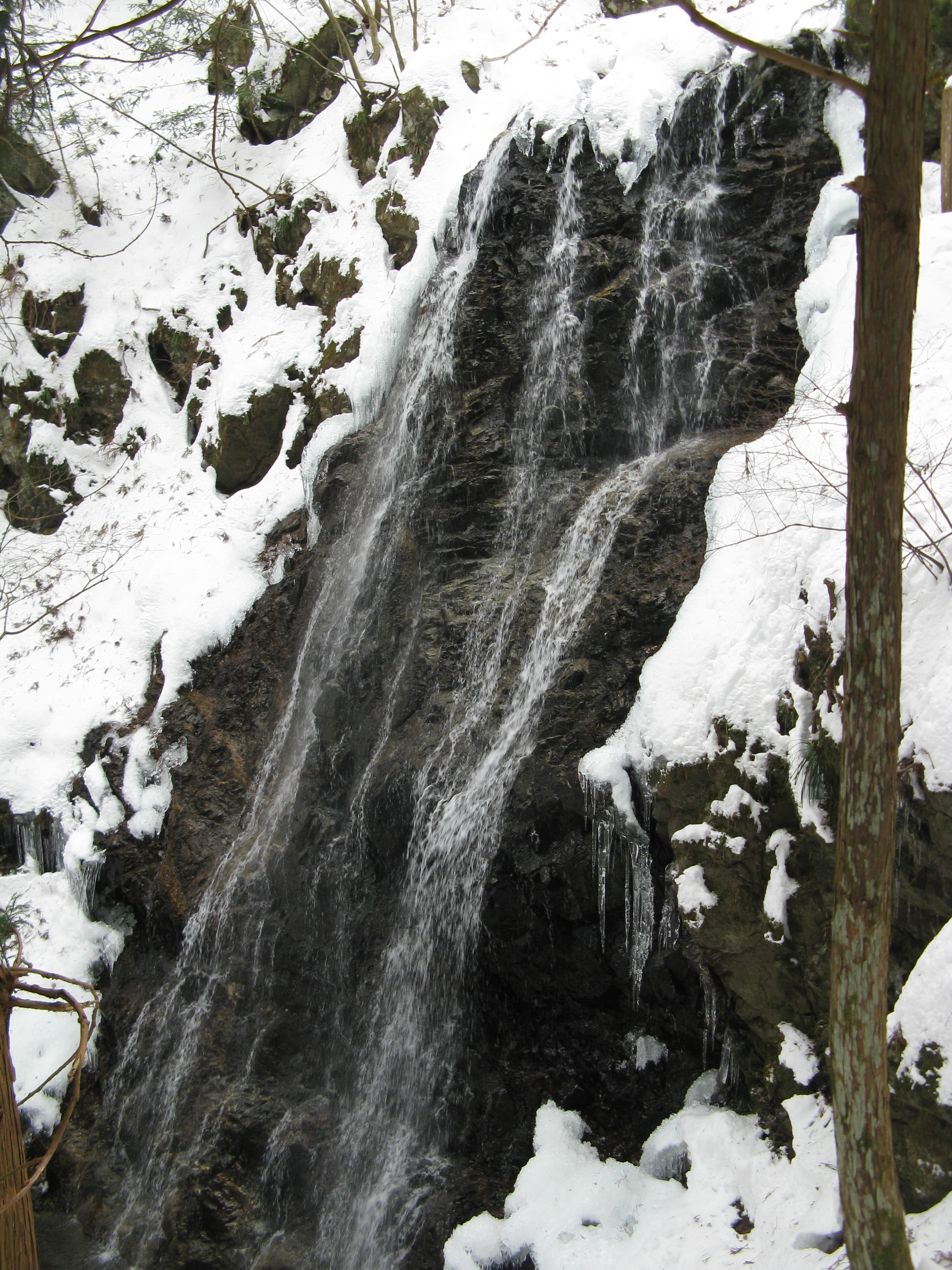
不動滝
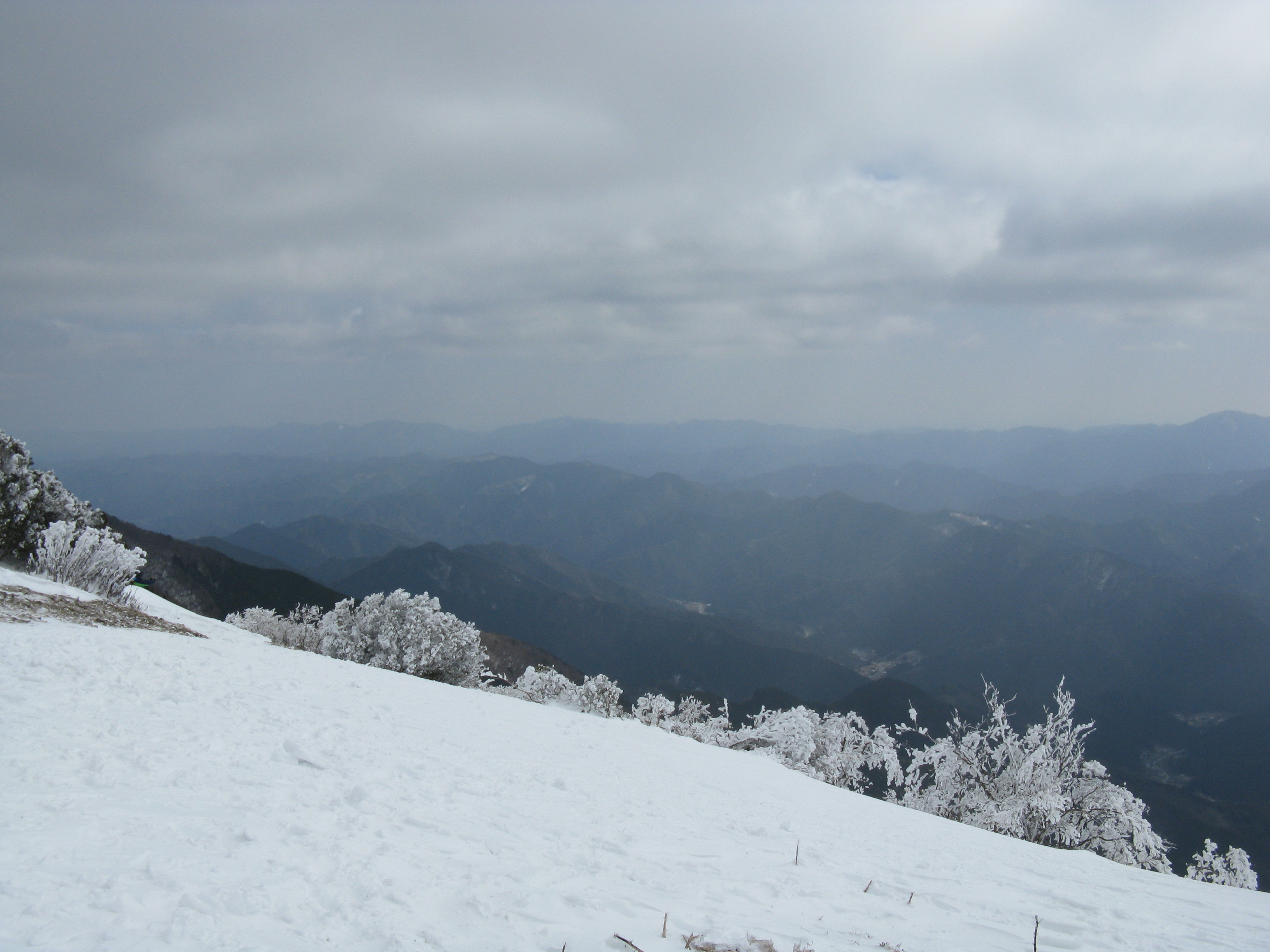
八丁平
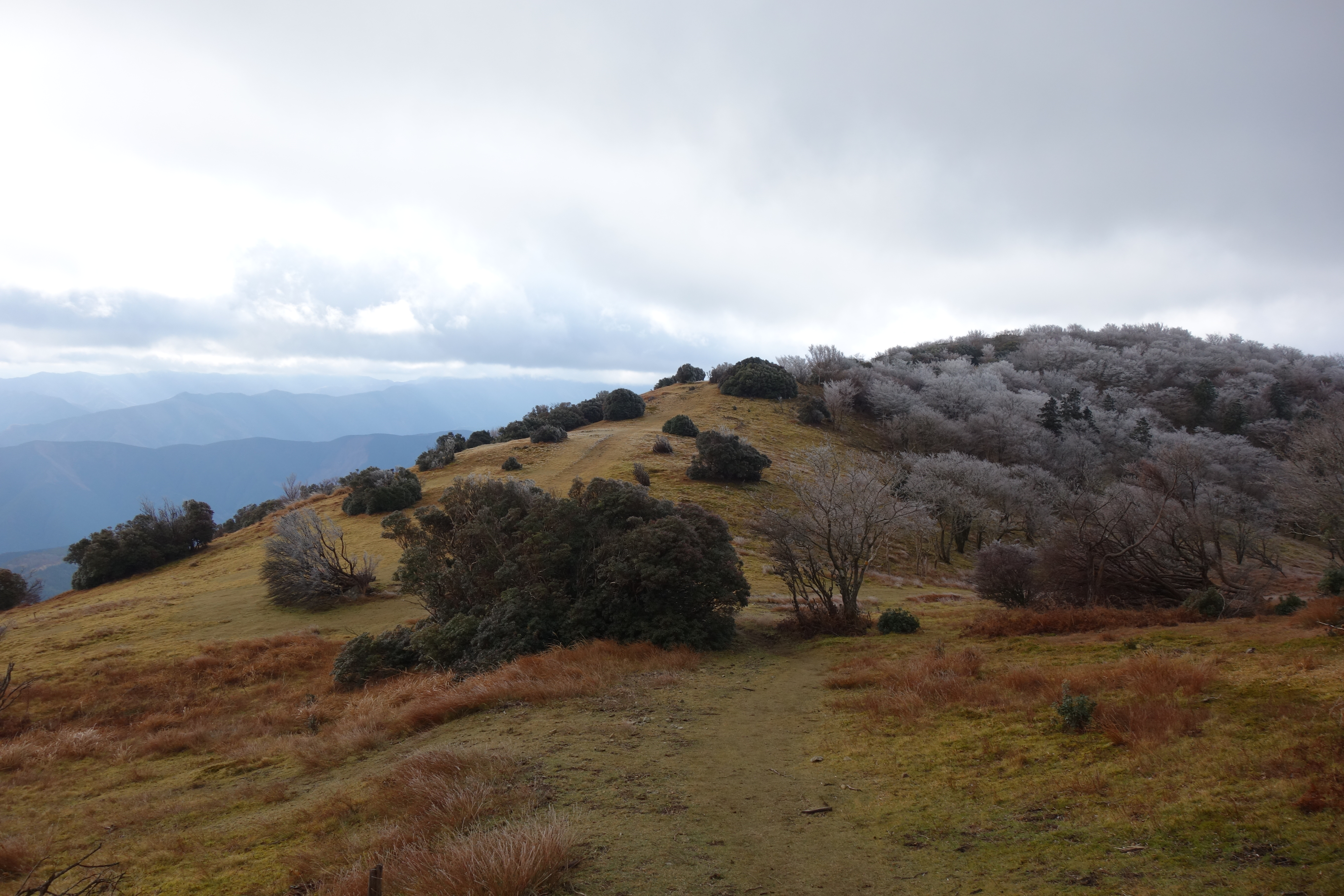
八丁平
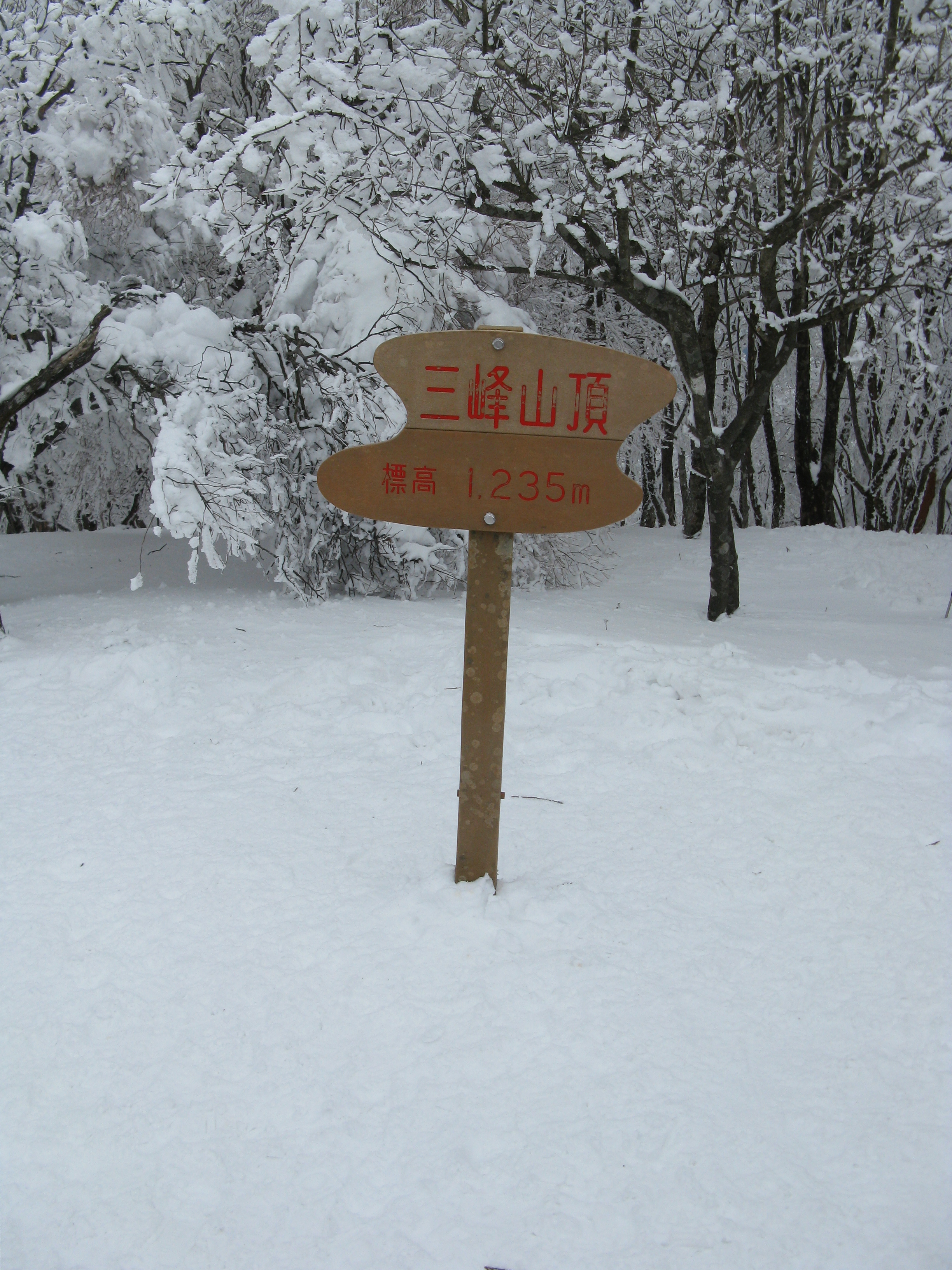
山頂